# Pure Guava
Pure Guava ist das dritte Studioalbum der US-amerikanischen Rockband Ween und das erste, was auf einem Major-Label erschien. Es erschien 1992 auf Elektra Records.
Viele der Songs vom Album stammen von zwei Tapes, welche die Band für Freunde erstellt hat. Das erste hieß "Springtape", das zweite "The Caprice Classic Tape", so Dean Ween im Triple-J-Radio 1993. Außerdem nahm die Band für das Album zum letzten Mal auf einem 4-Track-Recorder auf, bis sie 2007 den Effekt auf ihrem Album La Cucaracha ein weiteres Mal anwendeten.

## Push th'Little Daisies
Pure Guava beinhaltet den wohl bekanntesten Song der Band, Push th'Little Daisies. 1993 erschien dieser Song auf August Records auch als Singleauskopplung, welche sowohl die Albenversion und die Radioversion beinhaltet. Die Radioversion unterscheidet sich durch die Albenversion dadurch, dass das Wort Shit durch ein Sample vom Prince-Song Alphabet St. ersetzt wurde.
Als B-Seiten wurden die Songs "Ode to Rene", "I Smoke Some Grass (Really Really High)" und "Mango Woman" hinzugefügt.
Für den Song wurde auch ein Musikvideo gedreht, welches mehrmals auf MTV lief, nachdem das Video bei der Show Beavis and Butt-Head sarkastisch kommentiert und durch den Kakao gezogen wurde.

## Rezeption
Heather Phares von allmusic gibt dem Album 5/5 Punkte und schreibt:

„Auf dem 1993er Major-Label-Debüt Pure Guava haben Ween ihren eigenen Mix aus eklektischem Pop und verrücktem Humor aufs Essentielle destilliert. GodWeenSatan: The Oneness und The Pod waren faszinierende, aber manchmal frustierende Alben. Mit 19 Liedern ist Pure Guava polierter und präziser, aber es ist immer noch wuchernd und abgedreht.“

## Titelliste
1. Little Birdy – 3:31
2. Tender Situation – 3:41
3. Stallion (Pt. 3) – 3:31
4. Big Jilm – 2:11
5. Push th' Little Daisies – 2:50
6. The Goin' Gets Tough from the Getgo – 2:08
7. Reggaejunkiejew – 4:53
8. I Play It Off Legit – 3:21
9. Pumpin' 4 the Man – 1:31
10. Sarah – 2:11
11. Springtheme – 3:00
12. Flies on My Dick – 3:28
13. I Saw Gener Cryin' in His Sleep – 1:49
14. Touch My Tooter – 2:25
15. Mourning Glory – 5:18
16. Loving U Thru It All – 2:28
17. Hey Fat Boy (Asshole) – 1:55
18. Don't Get 2 Close (2 My Fantasy) – 3:24
19. Poop Ship Destroyer – 2.17